# Kopjepiplärka
Kopjepiplärka (Anthus crenatus) är en fågel i familjen ärlor inom ordningen tättingar. Den förekommer i klippiga sluttningar i Sydafrika och Swaziland. Arten är fåtalig och minskar i antal. IUCN kategoriserar den som nära hotad.

## Utseende och läte
Kopjepiplärka är en kompakt och kortbent piplärka med enfärgad fjäderdräkt. På nära håll syns ett ögonbrynsstreck, mycket svag streckning på bröstet och subtila gulgröna kanter på vingarna. Dess exceptionellt anspråkslösa fjäderdräkt gör att den svårligen kan förväxlas med andra piplärkor. Sången är distinkt och vittljudande, bestående av en stigande vissling som följs av en darrande och fallande drill.

## Utbredning och systematik
Fågeln förekommer i Sydafrika (bergssluttningar från östra Kapprovinsen till västra Swaziland). Den behandlas som monotypisk, det vill säga att den inte delas in i några underarter.
Arten är nära släkt med grönvingad piplärka (Anthus lineiventris). Tillsammans utgör de en utvecklingslinje som är systergrupp till piplärkorna i Macronyx, alltså närmare dessa än typarten för Anthus, ängspiplärka (Anthus pratensis). Dessa resultat har dock ännu inte lett till några taxonomiska förändringar.

## Levnadssätt
Kopjepiplärka hittas på klippiga sluttningar med spridda buskar och grästuvor. Där är den skygg och svår att få syn på utom när den sjunger.

## Status
Kopjepiplärka är en fåtalig art med ett uppskattat bestånd på endast mellan 3300 och 8900 individer. Den tros också minska i antal. IUCN kategoriserar arten som nära hotad.

## Taxonomi
Kopjepiplärka beskrevs som art av Otto Finsch och Karl Johann Gustav Hartlaub år 1870.